# Ejer Bavnehøj
Ejer Bavnehøj (även Ejer Baunehøj) är den tredje högsta naturliga punkten i Danmark (170,35 m). Den ligger i södra delen av Skanderborgs kommun, mellan byarna Riis och Ejer. Vid dess topp står ett 13 meter högt torn som byggdes 1924 till minne av återföreningen av södra Jylland med resten av Danmark efter första världskriget. 
Cirka 550 meter nordväst om Ejer Bavnehøj ligger Lindbjerg, som är obetydligt lägre (170,08 m).
Nära Ejer Bavnehøj ligger Yding Skovhøj som är Danmarks högsta naturliga punkt med sina 172,73 meter över havet. Men på Yding Skovhøj finns det en gravhög som byggdes av människor på bronsåldern. Utan gravhögen är Yding Skovhøj bara 170,77 m hög, något lägre än Danmarks högsta punkt utan mänskliga påbyggnader Møllehøj som är 170,86 m hög, 51 cm högre än Ejer Bavnehøj.
Historiskt var Ejer Bavnehøj mest känt som en plats för en vårdkase (danska bavn) där en eldsignal tändes för att varna militären och lokalbefolkningen om att fiender var på väg.
Den tredje etappen av 2012 års Giro d'Italia passerade Ejer Bavnehøj.
Platsens namn är känt från åtminstone 1437, då omnämnt som "Eyer" och senare under 1400-talet som "Eyerd". Namnets etymologiska betydelse är inte känd.